# The Book (小説)
『The Book』（ザ・ブック、Jojo's Bizarre Adventure 4th Another Day）は、2007年11月26日に集英社から発売された乙一による荒木飛呂彦の漫画作品『ジョジョの奇妙な冒険 Part4 ダイヤモンドは砕けない』の後日談を扱ったノベライズ作品。

## 概要・制作背景
第四部連載中の1994年に、ジャンプ ジェイ ブックスから第三部のノベライズ作品『ジョジョの奇妙な冒険』が刊行されており、デビュー前の乙一は、週刊連載を追う傍らでノベライズ版も読んでいた。乙一は、1996年にジャンプ小説大賞を受賞してデビューする。続いて2001年には第五部のノベライズ作品『ジョジョの奇妙な冒険II ゴールデンハート/ゴールデンリング』が刊行されることが決まる。
そんな折に、乙一が集英社の編集部に訪れた際に「第四部は小説にしないんですか？ もしも書く人がいなかったら、書かせていただけませんか？」と尋ね、そのことがきっかけで企画がスタートすることになる。
まず、2002年に乙一は『読むジャンプ』（集英社）に、第一稿である『ジョジョの奇妙な冒険 テュルプ博士の解剖学講義』の冒頭部分を発表する。しかし、加筆・改稿を繰り返すうちに内容が二転三転し当初の『テュルプ博士』とは大幅に内容が異なるものになっていく（このため『読むジャンプ』に掲載された荒木飛呂彦の挿絵は本作では使用されず、新たに描き起こされることとなった）。
乙一が満足できる作品を作り上げるために何度も何度も書き直した結果、破棄した原稿用紙は2000枚以上、5年の歳月を要し本作は完成した。その間、乙一はサボらないために自ら集英社の編集部へと通勤し、原稿を書いていた。本作品は荒木にも絶賛されている。
語り手は蓮見琢馬、双葉千帆、飛来明里、広瀬康一などバラバラである。康一のパートにて、作中人物である康一では語り得ない、メタフィクショナルな言及がある。「Part4の連載時に読者の間で話題になった、幼少時の仗助を救った学生服の少年とは？」という謎について、これは終盤の展開への前振りでもある。
章またぎページには、荒木飛呂彦によるイラストと、レクイエムの歌詞が書かれている。刊行時期が影響して、Part7時の絵柄でPart4のキャラクターが描かれている。
最初に刊行された四六判ハードカバー版の装丁は、ダークブラウンの表紙やページの厚みなど、作中に登場する蓮見琢馬のスタンドと酷似した造形となっている。ノベルス版もカバーを外すとブラウンの表紙をしている。帯のキャッチコピーは「ジョジョの奇妙な冒険20周年乙一×JOJO」「本の存在により、仗助は死ぬ」。
2011年の『VS JOJO』複数のノベライズ企画の先駆けとなったともいえる作品であり、紹介宣伝が一緒にされることが多い。

## あらすじ
舞台はM県S市杜王町（もりおうちょう）。「弓と矢」と吉良吉影をめぐる戦いが終結してから半年後の2000年初頭。
冬休みの終わる3日前、ぶどうヶ丘学園高等部1年の広瀬康一と漫画家・岸辺露伴はコンビニの前で血まみれの猫と遭遇する。猫の飼い主を捜してたどり着いた先には家の中で車に轢かれた女性の奇妙な死体。露伴はスタンドで猫の記憶を読み取り、「腕に赤い爪痕のある男子学生」という手がかりをつかむ。
双葉千帆は図書館で、奇妙な少年、蓮見琢馬と出会う。数年前に自分を危機から救ってくれた恩人ではないかと質問するが、彼は否定する。千帆は彼に「鉄塔男のような生活が本当に可能なのでしょうか」と質問すると、琢馬は「かつて杜王町には、ビルの隙間に挟まったまま生きていた女性がいたのだから、鉄塔から出ずに生活する者がいるくらいいいだろう」と回答する。千帆はまた「室内で車に轢かれた女性」の怪死事件を持ちかける。琢馬の持つ本が、千帆には見えない。
康一から話を聞いた東方仗助は、腕に爪痕のある男子生徒を探し、琢馬にも服を脱いで腕を見せるように問い詰める。琢馬は「もし人類史上究極の小説があったとしたら、その小説で人が殺せるかもしれない」「小説家は感情移入で人を殺す」と語る。そこに虹村億泰が腕に爪痕のある者は少し探しただけで何人もいると報告してきたことで、仗助の琢馬への取り調べはうやむやになる。疑いをかけられた琢馬は、邪魔な仗助を始末すべく正体を隠してスタンド攻撃を仕掛けるが、仗助を狙った攻撃が朋子を誤爆してしまう。母親を巻き添えに傷つけられたことで、仗助は本腰を入れて犯人探しに乗り出す。

## 登場人物

### 原作からの登場人物
東方 仗助（ひがしかた じょうすけ）
スタンド名：クレイジー・ダイヤモンド
ぶどうヶ丘高校1年の生徒。不良であるが、同じ不良の億泰とは違い普通の成績を取っている。学校中が知る有名人で、彫りの深い顔立ちで女子に人気がある。幼い頃の自分を救ってくれた少年を真似て軍艦のようなリーゼントヘアにしている。殺人犯について調査中に母が攻撃されたことで本気になり、最終的に琢馬と図書館にて交戦する。琢馬から「過去に自分を救った少年を探してやろうか」と動揺を狙われるも吹っ切り、重傷を負わされながらも撃破する。

広瀬 康一（ひろせ こういち）
スタンド名：エコーズ ACT1～3
仗助の同級生。今作においても狂言回しとして登場。冬休みになってからゲームや漫画にどっぷりハマっており、オタク的な趣味を持つ友達も登場した。露伴とともに織笠花恵の死体を発見し、「腕に赤い爪痕のある男子学生」を探すことになる。スタンドを用いての戦闘は無いが、最後は去って行く千帆にエコーズによる言葉を伝えた。
虹村 億泰（にじむら おくやす）
スタンド名：ザ・ハンド
仗助の同学年生で不良。仗助とよくつるんでいる。期末試験の結果は学校がはじまって以来の歴史的不毛の大地だったらしく、進級が危ぶまれている。殺人犯を追ってついに琢馬の元へと辿り着き、図書館にて交戦する。スタンド戦に不慣れな琢馬に対して経験や本能を活かした戦いで重傷を負わせる事に成功するも、琢馬の作戦に嵌ってしまいインフルエンザに罹り敗北した。だが戦いの中で見つけた能力への対処法を体を張って仗助に伝え、勝利に貢献することとなる。
岸辺 露伴（きしべ ろはん）
スタンド名：ヘブンズ・ドアー
杜王町に住む人気漫画家。康一とともに織笠花恵の死体を発見する。ヘブンズドアーによって織笠花恵の殺害方法と敵スタンドの能力を暴いた。物語の冒頭、連載中の漫画「ピンクダークの少年」の第三部が終了したが次から第四部が始まるらしい。本人の弁によると「第九部までストーリーはできあがっている」とのこと。蘊蓄として本や聖書、活版印刷の歴史を語ったり、「スタンド名は洋楽から取るものが多い」とメタフィクショナルな冗談を言う。
本編では一人称が「僕」だが、この作品では「わたし」になっている。

山岸 由花子（やまぎし ゆかこ）
スタンド名：ラブ・デラックス
康一を異常に愛する容姿端麗な女子高生。億泰の同級生。双葉千帆とは家が近所で小学校時代のクラスメイト。期末試験が始まると恒例のテスト勉強を行い、康一を無事進級に導いた。
トニオ・トラサルディー
スタンド名：パール・ジャム
杜王町でイタリア料理店「トラサルディー」を営むイタリア人。この店の料理を食べると病気が治るらしいと評判になっている。その料理で琢馬の風邪や千帆の肩こりを癒した。
東方 朋子（ひがしかた ともこ）
仗助の母で職業は教師。大学生のときに仗助を生んだため子持ちとは思えないほど若い。誤って敵の攻撃を受けてしまい重傷を負う。
【彼】
1987年の冬、大雪の日に仗助を助けた不良の少年。仗助は彼に憧れて同じ髪型をしているが、その正体はいまだ謎に包まれている。
本作において、康一はタイムスリップした仗助本人だったのではないかと考察しているが、憶測の域を出ない。

### 小説版オリジナルの登場人物
蓮見 琢馬（はすみ たくま）
ぶどうヶ丘高校の2年生、17歳。右耳だけにイヤリングをつけ、胸ポケットに万年筆を差している。赤ん坊のときに保護された身元不明の子供で、中学を卒業するまでは施設で暮らしていた。名前は、保護された乳児院の住所「蓮見」地区と、右肩にあった「馬のような形の痣」から命名された。
あらゆることを見聞きしたそのままに記憶する、常人離れした記憶力を持っている。どんな些細なことでも忘れることができない。特に幼少時は苦しめられ、爪や鋏で自殺や自傷を図った。スタンドを具現化したことがきっかけとなり苦しみは表面上は沈静化したが、傷跡は体中に残っており、隠すために絶対に学生服を脱がず、体育の授業も全て欠席している。後輩の双葉千帆と友人付き合いをしており、ドーナツを名前で呼ばず「あれ」と呼ぶ。
大神照彦と飛来明里の息子で、ビルの隙間に閉じ込められていた明里が出産した。物心ついて成長してから母の素性と最期を知り、父に復讐することを誓う。復讐計画の一環として双葉千帆に接近する。また織笠花恵の存在が復讐実行の妨げとなるおそれがあったために、スタンドを用いて彼女を殺害する。織笠の怪死事件を調査していた仗助も排除しようとしたが、仗助を狙った攻撃が朋子を誤爆してしまったことで、完全に敵とみなされる。
目的通りに大神照彦への復讐を果たしたことで、ようやくこれから自分の人生を始めることができると、生まれ育った杜王町を離れようとする。だがその矢先に、億泰に追いつかれて戦闘となる。スタンド戦の経験の差から圧倒され満身創痍の状態にまで追い詰められるものの、自身のスタンドの特性を活かした奇襲で億泰を倒す。
仗助との戦闘では、パワー面では圧倒的に不利ながら、「自分の記憶の中から、仗助の恩人である学生服の青年を探してやろうか」と持ち掛けて心理戦をしかける。だが覚悟を決めてふっきれた仗助に上回られ、負傷しながらも至近距離からのスピード勝負を挑むも、力及ばず敗れ去る。決着後に図書館の屋根から落ちそうになり、仗助に救いの手を伸ばされるも拒否し、そのまま墜落死を選ぶ。
ナイフを隠し持っており、いざという場合には投擲して攻撃に用いる。琢馬は細身で非力であるが、自身のスタンドで技術を復習することで、百発百中の腕前となっている。またスタンド使いにはスタンドが見えることを逆利用して、The Bookを広げた裏側に隠すなどの応用も行う。
The Book（ザ・ブック）
琢馬の記憶を文章に変換して記録する本型のスタンド。その記述を他人（スタンド使いかどうかは問わない）に見せることで、相手にもその記憶を擬似的に体験させることができる。この「感情移入」の効果は自身にも適用されるため、危険なページは「禁止区域」として普段は目に触れないようにしている。射程は30メートル程で、ページを破いて見せても効果は発揮される。ただし２ｍ（本体からではなくスタンドから）の距離まで近づかなければ効果は現れず、視界が悪い、または盲目であったりして記述が読めない者に対しては効果が無い。古い記憶ほどページをめくる必要があるため攻撃が遅れるという欠点も持つ。なお、作中の挿絵には本を擬人化したような人型のスタンドとしても描かれている。
琢馬は自身の能力にずっと名前をつけていなかったが、虹村億泰の「ザ・ハンド」と交戦したことをきっかけに「The Book」と命名した。

双葉 千帆（ふたば ちほ）
ぶどうヶ丘高校の1年生で、小説家志望の女子高生。過去に不良から助けてもらったことから、蓮見琢馬に好意を寄せている。好物はドーナツ。中学生のときに両親が離婚している。別の高校に進学した友人がいる。織笠花恵が父の昔の恋人だったことを知っており、怪死事件を独自に調べている。
実は琢馬の腹違いの妹で、物語の終盤でその事実を知る。琢馬と照彦の死後、杜王町から遠くに暮らす母に引き取られる。その身には琢馬との子供を宿していた。
双葉 照彦（ふたば てるひこ）
双葉千帆の父で子煩悩。職業は一級建築士。かつては大神 照彦（おおがみ てるひこ）と名乗り、欠陥住宅を売って荒稼ぎしていた。恋人も何人もおり、飛来明里とヨーロッパ旅行にいった際に骨董屋に入った時にそこに偶然あった石の「矢」（壊れかけの矢じり）で肩に怪我をし、馬のような形の痣とスタンド能力を身に付ける。本人にその自覚は無かったが、20年前に起こったある「幸運」をきっかけに、自身の能力を認識するようになる。その後復讐に現れた琢馬にも使用しようとしていたようだが、ぶどうヶ丘高校の卒業式の前日、娘の千帆に包丁で刺殺される。
メモリー・オブ・ジェット（黒い琥珀の記憶）
照彦が「矢」によって身に付けたスタンド。自身の指定した領域に誰も侵入させなくする能力であり、これにより無意識の内に飛来明里をビルの隙間に隔離し続けていた。
作中では照彦、スタンド共に挿絵が存在しないため、外見は不明である。
飛来 明里（ひらい あかり）
大神照彦の恋人で、彼からはジェット（黒琥珀）の首飾りを贈られた。「照彦が違法建築の欠陥住宅を売っていた」という秘密を知ってしまったことで殺されかけ、ビルの隙間に突き落とされる。しかし生きており、また照彦の金を隠していたことから、そのまま幽閉され、「金の有りかを教えれば逃がすが、助けを呼べば両親を殺す」と脅迫されていた。幽閉されたままで子供を出産する。子供を助けられたときに金の有りかを自白したが、助けられることはなく見捨てられて衰弱死した。
公式の記録では1981年の7月に失踪となっている。
織笠 花恵（おりかさ はなえ）
20年前、大神照彦と関係を持っていた女性。自宅であたかも車に轢かれたような状態で死亡しているのを露伴と康一に発見される。
照彦が明里を監禁していたときの共犯者であり、赤ん坊の琢馬をビルの隙間から引き上げて寺に置き去りにしたときにも同行していた。照彦から金を受け取って口をつぐんでいた。近年になって病気で子供が産めない体になり、そのことがきっかけか赤ん坊の行方を探し始めていたが、勘付かれた琢馬によって照彦への復讐の障害になるとしてスタンドで殺害される。
トリニータ
織笠花恵の飼い猫。血まみれの状態で露伴と康一に発見された。
なきむしぼうや
琢馬と同じ施設で暮らしていた2歳年下の少年。夜泣きの癖があるために周囲からイジメられていたが、琢馬に毎晩童話を聞かせてもらうことで泣かないようになった。現在は九州の親戚の家で暮らしている。

## 用語
茨の館（杜王町立図書館）
杜王町にある図書館で、北海道札幌市の赤れんが庁舎に似た三階建ての古い洋館。外壁に茨が隙間なく絡まった外観から、俗に「茨の館」と呼ばれている。場所は駅前商店街をぬけた先。本好きの千帆や琢馬がよく訪れる。
広大な敷地をもち、庭には池や噴水、奇妙な形のモニュメントなどがある。内装も古い洋風であり、玄関ロビーは吹き抜けで螺旋階段がある。古代遺跡のような重厚な内装の一階は文学のコーナーと閲覧スペース、二階には理工学や哲学などの本があり、屋根裏部屋のような造りの三階には高価な希少本や骨董品などが保管されている。
うめき声をあげる「奇妙な本」（正体は本にされた宮本輝之助）があるとの噂が立っているが、真相を確かめようとした千帆は結局見つけられなかった。
鉄塔
杜王町北西部にある取り残された送電鉄塔。そこで自給自足の生活を送る「鉄塔男」（鋼田一豊大）が町民の噂話になっている。
児童養護施設
杜王町北西部、二ッ杜トンネルをぬけた先にある児童養護施設。幼少の琢馬が過ごした場所である。
ビルの隙間
住宅販売会社のビルと雑居ビルの間にある狭い空間。一方は密集した排水管やエアコンの室外機、もう一方は駅前の銀行ビルの背面が重なって、脱出不可能となった陸の孤島。
飛来明里はここに落とされ、閉じ込められてしまった。
廃屋
杜王町東部の田園地帯にある小さな廃屋。かつての再開発計画から外れた地区であるため、この周辺は昔ながらの田舎の風景のままである。琢馬が時折訪れる場所。
5年前まではここに娘を亡くした老夫婦（琢馬の祖父母にあたる）が住んでいたが他界、琢馬と直接会うことはなかった。

### 作中で登場した実在の書籍及び著者
- 『聖書』（The Book）
- 『ガリバー旅行記』（ジョナサン・スウィフト）
- 『ジャックと豆の木』
- 『幸せの青い鳥』（モーリス・メーテルリンク）
- 『はてしない物語』（ミヒャエル・エンデ）
- 『失われた時を求めて』（マルセル・プルースト）
- 『十五少年漂流記』（ジュール・ヴェルヌ）
- 『千夜一夜物語』
- 海野十三

## 書籍情報
- ハードカバー ISBN 978-4-087-80476-8 2007年11月26日発売
- 新書 ISBN 978-4-08-703255-0 2011年12月19日発売 （ジャンプ ジェイ ブックス）
- 文庫 ISBN 978-4-08-745012-5 2012年11月20日発売（集英社文庫）